# Белуха (планина)
Планина Белуха (рус. Белуха), налази се на планинама Катуњ, то је највиши врх Алтајских планина у Русији и највиши у систему Јужносибирских планина. То је део Светске баштине Златних планина Алтаја.
Налази се на територији Уст-Коксинског округа Републике Алтај. Граница између Русије и Казахстана пролази кроз масив Белухе. Река Катуњ потиче са обронака планине. Име врха потиче од обилног снега који покрива планину од врха до самог подножја.
Белукха је укључена на листу десет врхова Руске Федерације за титулу „Снежни леопард Русије”

## Географија
Смештен у Републици Алтај, Белуха је планински масив са три врха који се уздиже дуж границе Русије и Казахстана, само неколико десетина миља северно од тачке где се ова граница спаја са границом Кине. На планини постоји неколико малих глечера, укључујући глечер Белукха. Од два врха, источни врх (4.506 m (14.783 ft)) је виши од западног (4.440 m (14.570 ft)).
Реке Белухе припадају углавном сливу реке Катун, која тече са јужне падине глечера Геблер. Овде извиру и реке Кучерла, Аккем, Идегем. Река Бела Берел дренира југоисточну падину и припада сливу реке Бухтарме .
Водени токови настали у близини глечера Белукха формирају посебан тип река Алтаја. Отопљене воде глечера, снегови учествују у њиховој исхрани, падавине су од малог значаја. Реке се одликују максималним протоком лети и малим током остатка године. Реке су брзе, често формирају водопаде. Водопад Росипнаја налази се на истоименој реци, десној притоци Катуња.
Језера у области планине Белуха леже у дубоким долинама корита . Њихово порекло је повезано са активношћу древних глечера. Велика језера су: Кучерлинское, Акемское итд.

## Историја
На Белуху су се први пут попели 1914. године браћа Тронов. Већина успона на источни врх прати исту јужну руту као и она у првом успону. Иако је Алтај ниже надморске висине од других азијских планинских група, веома је удаљен и потребно је много времена и планирања за његов приступ.
По први пут, претпоставку о висини Белухе изнео је 1835. године лекар, природњак и путник Ф. А. Геблер. Уз помоћ гониометра измерио је висину врхова чувених планина и Белуха у односу на реку Бела Берел и проценио висину Белухе на око 11.000 стопа, односно 3362 метра. Научник је сматрао добијену вредност приближном, пошто није могао да понови мерења због лошег времена. Геблер је прикупио колекцију лековитог биља, открио глечере Катуњ и Берел.
Професор Томског универзитета В. В. Сапожников 1895. године покушао је да измери висину врха. Мерења анероидним барометром дала су следеће вредности: источни врх Белуха - 4542 м, западни - 4437 м, висина седла - 4065 м.
Следеће мерење је извршено 1935. године током Прве свесибирске алпинијаде, коју су организовали лист „ Совјетски Сибир “ и Друштво за пролетерски туризам и екскурзије. Пењач-инструктор Д. И. Гусхкин попео се са барометром на источни врх Белухе и добио нови, неочекивани резултат - 4630 м.
Мапа, објављена 1948. године у размери 1:300.000, приказује висине источног врха Белуха - 4506 м, западног - 4440 м. Метод за одређивање ових података остао је непознат. На картама објављеним после 1970-их, висина источног врха била је 4499,6 м, западног врха 4435,6 м (у Балтичком висинском систему из 1977).
У лето 2001, тим научника отпутовао је на удаљени глечер Белукха да процени изводљивост вађења ледених језгара на том месту. Истраживања су обављена од 2001. до 2003. године: извучена су и анализирана и плитка језгра и језгра до темељне стене (Оливиер и други, 2003; Фујита и други, 2004). На основу техника датирања трицијума, дубља језгра могу садржати чак 3.000–5.000 година климатских и еколошких записа. Швајцарско-руски тим је такође проучавао глечер.
У августу 2012. године, стручњаци новосибирског предузећа „ЗапСибГеодезија“ спровели су прву руску геоекспедицију за интегрисано мерење висина врхова планинског ланца Белуха на Алтају. За мерење висине врхова коришћена су три верификована уређаја у базним камповима, плус по један на сваком врху. Шест група пењачких научника истовремено је вршило мерења на шест врхова Горњег Алтаја. Обрада података је вршена са различитих сателитских станица за праћење у Русији и Кини. Према добијеним подацима, највиша тачка врха Источна Белуха је 4509 метара. Геодети су такође поставили референтне ознаке на стенама, што омогућава упоређивање како се висина планинских врхова мења током времена.